# Marco Grassi
Marco Grassi (Chiasso, 8 agosto 1968) è un ex calciatore svizzero, di ruolo attaccante.

## Carriera
Giocò nella Nazionale Svizzera, per la quale è sceso in campo 31 volte, segnando 3 goal. Con la Nazionale partecipò ai Mondiali del 1994 e agli Europei del 1996. A livello di club, giocò per Zurigo, Servette, Olympique Lione e Nizza. È stato Presidente del Chiasso.

## Palmarès
- Campionato svizzero: 1

Servette: 1993-94
- Campionato francese: 1

Monaco: 1996-97